# Kabupaten de Sumba occidental

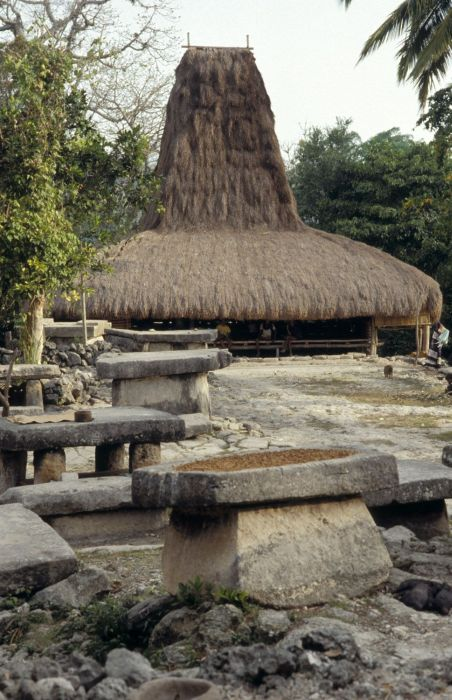
Maison traditionnelle dans le village de Tarung près de Waikabubak (photographie prise en 1990)

Le kabupaten de Sumba occidental, en indonésien Kabupaten Sumba Barat, est un kabupaten de la province des petites îles de la Sonde orientales en Indonésie. Son chef-lieu est Waikabubak.

## Géographie
Il est composé d'une partie de l'île de Sumba.

## Divisions administratives
Il est divisé en six kecamatans :
- Lamboya
- Wanokaka
- Laboya Barat
- Loli
- Waikabubak
- Tana Righu